# Нестеров, Дмитрий Леонтьевич
Дмитрий Леонтьевич Нестеров  (5 ноября 1899 — январь 1986) — старший агроном МТС Давлекановского района БАССР, Герой Социалистического Труда. Депутат Верховного Совета СССР четвёртого созыва (1954—1958).

## Биография
Дмитрий Леонтьевич Нестеров родился 5 ноября 1899 года в с. Большая Раковка Самарской области.
Образование — высшее, в 1932 г. окончил в Краснодаре Кубанский сельскохозяйственный институт.
Трудиться начал в 1919 году агрономом Самарского уездного управления. В 1925—1927 гг. работал техноруком совхоза «Грань» Приволжского военного округа, в 1927—1930 гг. — агрономом Троицкого, Чудинского исполкомов районных Советов депутатов трудящихся Уральской области Казахской ССР. В 1932—1933 гг. — старший агроном Денискинской МТС Самарской области. В 1934—1935 гг. — старший агроном Имянликулевской МТС Чекмагушевского района, с 1935 г. — старший агроном Давлекановской МТС Башкирской АССР.
В 1947 г. в одной из отстающих сельхозартелей Давлекановского района «Горный труд» с площади 150 гектаров получили по 14 центнеров ржи с гектара и добились самого большого валового сбора пшеницы за последние годы. Машинно-тракторная станция, где старшим агрономом работал Д. Л. Нестеров, в том году сберегла 154 тысячи рублей — по 2 рубля 48 копеек на каждый гектар мягкой пахоты. В среднем на один трактор заработано по 5000 пудов хлеба натуроплаты. Тракторные бригады сэкономили по 1000 килограммов горючего.
За исключительные заслуги перед государством, выразившиеся в получении в 1947 году в обслуживаемых колхозах урожая ржи 21,53 центнера с каждого гектара на площади 610 гектаров, Указом Президиума Верховного Совета СССР от 2 апреля 1948 г. Д. Л. Нестерову присвоено звание Героя Социалистического Труда.
До ухода на заслуженный отдых в 1959 г. работал старшим агрономом в Давлекановской  МТС.
Депутат Верховного Совета СССР четвертого созыва (1954—1958).
Нестеров Дмитрий Леонтьевич  умер в январе 1986 года.

## Награды
- Герой Социалистического Труда (1948)
- Награждён орденами Ленина (1948), «Знак Почёта» (1957), медалями.